# Kapel De Burcht
Kapel De Burcht is een voormalig kerkgebouw in de Noord-Brabantse plaats Boxtel, gelegen aan de Ridder van Cuijkstraat en de Van Hornestraat.
Een voormalige stoomgraanmolen werd in 1946 aangekocht door de Heilig Hartparochie. In 1950 werd een kapel aangebouwd die diende als filiaalkerk van deze parochie voor de nieuwe wijk Breukelen. Het gebouw was een voorbeeld van wederopbouwarchitectuur. Zo was er een kasteelachtig vierkant torentje waarop zich een smeedijzeren kruis bevond. In het complex bevond zich ook een jeugdhuis en waren er lokalen van de Sint-Franciscusschool.
Door ontkerkelijking verloor de kapel zijn functie en hij werd in 1976 verkocht aan een particulier die er een wolhandel in vestigde. In 1993 werd het gebouw gesloopt en kwam er een appartementencomplex voor in de plaats. Het torenkruis kreeg in 2022 een plaats op de begraafplaats.